# 尼子再興軍の雲州侵攻
尼子再興軍の雲州侵攻（あまごさいこうぐんのうんしゅうしんこう）とは、永禄12年6月（1569年8月）、雲州（出雲国）奪還を目指す尼子再興軍が但馬国から舟に乗って海を渡り、島根半島に上陸して毛利軍より真山城を奪った戦いである。

## 戦いまでの経緯

### 毛利氏の台頭と尼子氏の滅亡

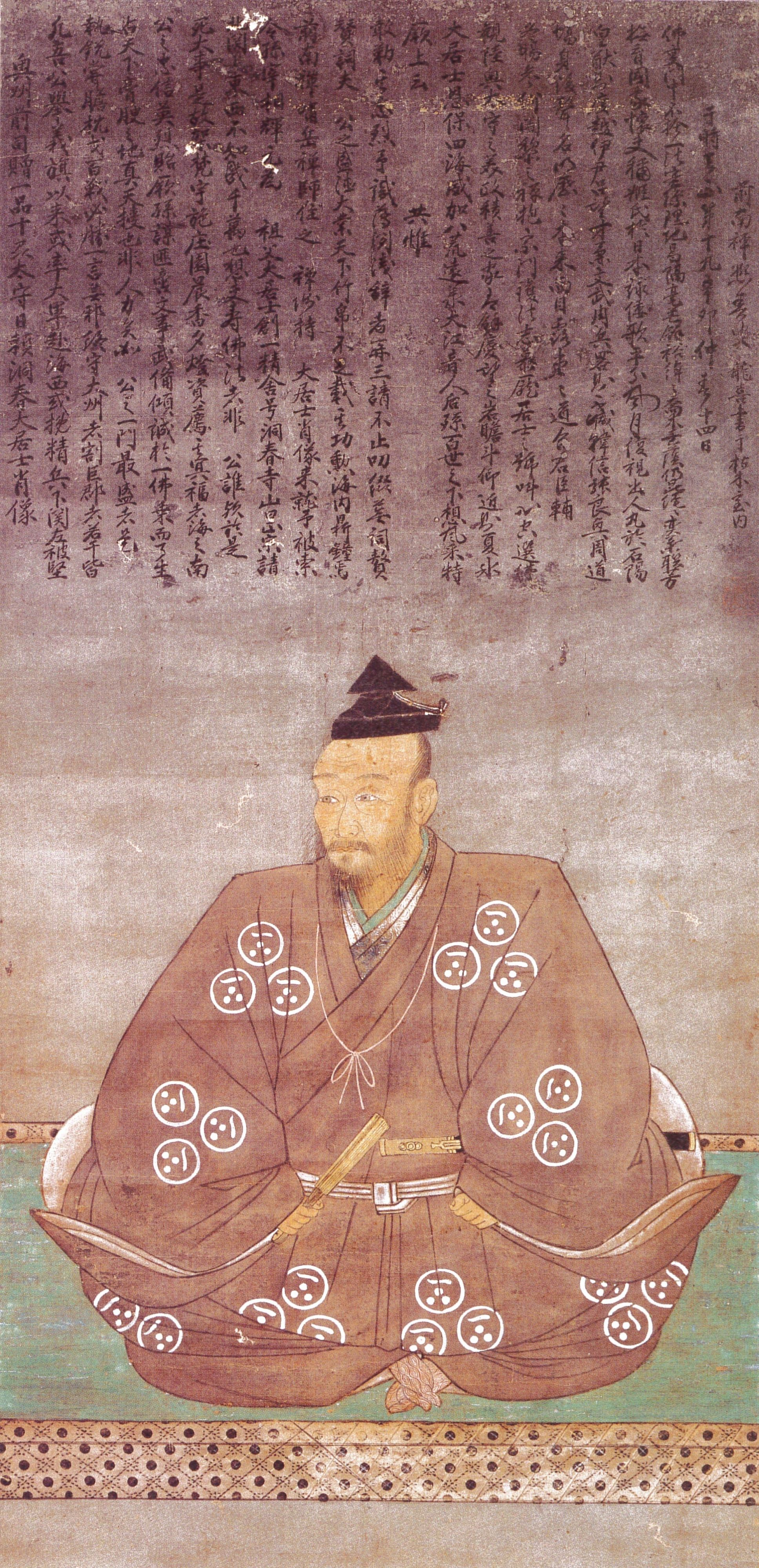
毛利元就。安芸国の吉田郡山城に生まれる。大内・尼子氏を滅ぼし、中国地方随一の戦国大名となった。

16世紀の前半から中盤（1500年〜1550年）にかけて、中国地方は大内氏と尼子氏の対立を中心に各地で争いが行われてきた。
しかし、天文20年8月（1551年9月）、大内氏の重臣・陶隆房（陶晴賢）がクーデターを起し、主君である大内義隆を殺害する事件（大寧寺の変）を契機として中国地方の勢力構図は大きく変わっていく。
この事件を契機として頭角を現してきたのは、安芸国を拠点に活動する戦国大名・毛利氏であった。毛利氏の当主・毛利元就は、天文24年10月1日（1555年10月16日）に陶晴賢を厳島の戦いで破ると、弘治3年4月（1557年5月）には大内氏を滅ぼし、防長2国（周防国と長門国）を新たに支配した（防長経略）。そして、永禄2年（1559年）には備中国へ兵を進め、尼子方の国人・庄氏を屈服させると、同国の有力国人・三村氏らと手を組むことによって備中一国を平定する。永禄5年6月（1562年7月）には、尼子氏の石見国の拠点・山吹城を攻略して石見銀山を掌握し、石見国も支配下におさめた。
一方の尼子氏は、大寧寺の変以降に石見方面へ勢力を伸ばし（忍原崩れ。）、石見銀山の掌握と経済基盤の拡大を図った。しかし、永禄3年12月24日（1561年1月9日）に当主であった尼子晴久が急死し、その跡を嫡男・尼子義久が継ぐと、外交政策の失敗等もあり尼子氏の勢力は弱体化していった。義久が継いで2年と経たない永禄5年（1562年）中頃には、尼子氏の支配する領域は、拠点である出雲国と隠岐国、西伯耆の一部を残すのみとなるまで減少する。

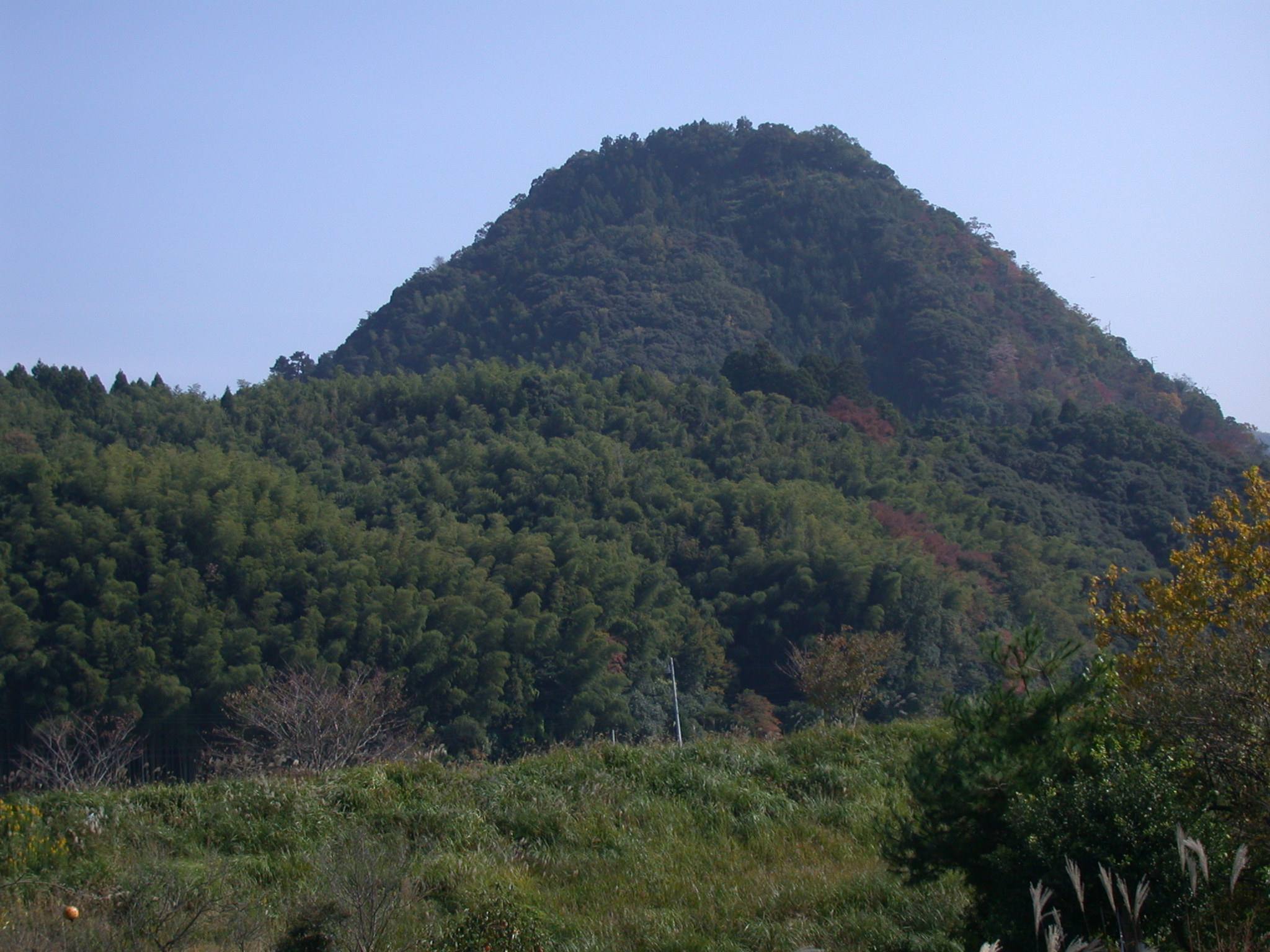
戦国大名・尼子氏が居城とした月山富田城。

永禄5年7月3日（1562年8月2日）、毛利氏の当主・元就は、尼子氏を滅ぼすため出雲へ進軍する。元就に率いられた毛利軍は出雲へ入国すると、尼子方の有力国人らを次々と服従させつつ陣を進めていき、永禄5年12月（1563年1月）には島根半島の荒隈（洗合）へ本陣を構え、尼子氏の居城・月山富田城攻めを開始する。
この毛利軍の侵攻に対し、尼子軍は各地で戦いを繰り広げつつ激しく抵抗していった。しかしながら、永禄6年10月（1563年11月）に島根半島に位置する補給要衝・白鹿城を毛利軍によって奪われると（白鹿城の戦い）、続いて永禄8年（1565年）初頭には西伯耆一円を毛利軍によって支配され、尼子氏の居城・月山富田城は完全に孤立する。
こうして尼子軍の補給経路を絶ったうえで毛利軍は、永禄8年4月（1565年5月）に洗合から星上山（現在の島根県松江市八雲町）へ本陣を移すと、月山富田城への攻撃を開始する。毛利軍は城下で麦薙ぎを行うとともに、同月17日（5月16日）には月山富田城へ総攻撃を行った（第二次月山富田城の戦い）。この攻撃は尼子軍の抵抗により失敗に終わるも、その後、毛利軍は兵糧攻めの作戦に切り替えて月山富田城への圧力を強めていった。
永禄9年11月21日（1567年1月1日）、居城である月山富田城を毛利軍によって包囲されていた義久は、これ以上戦うことはできないと判断し毛利氏に降伏する。同月28日（1月8日）、義久は城を明け渡し、ここに戦国大名・尼子氏は一時的に滅びることとなる。

### 尼子勝久の擁立

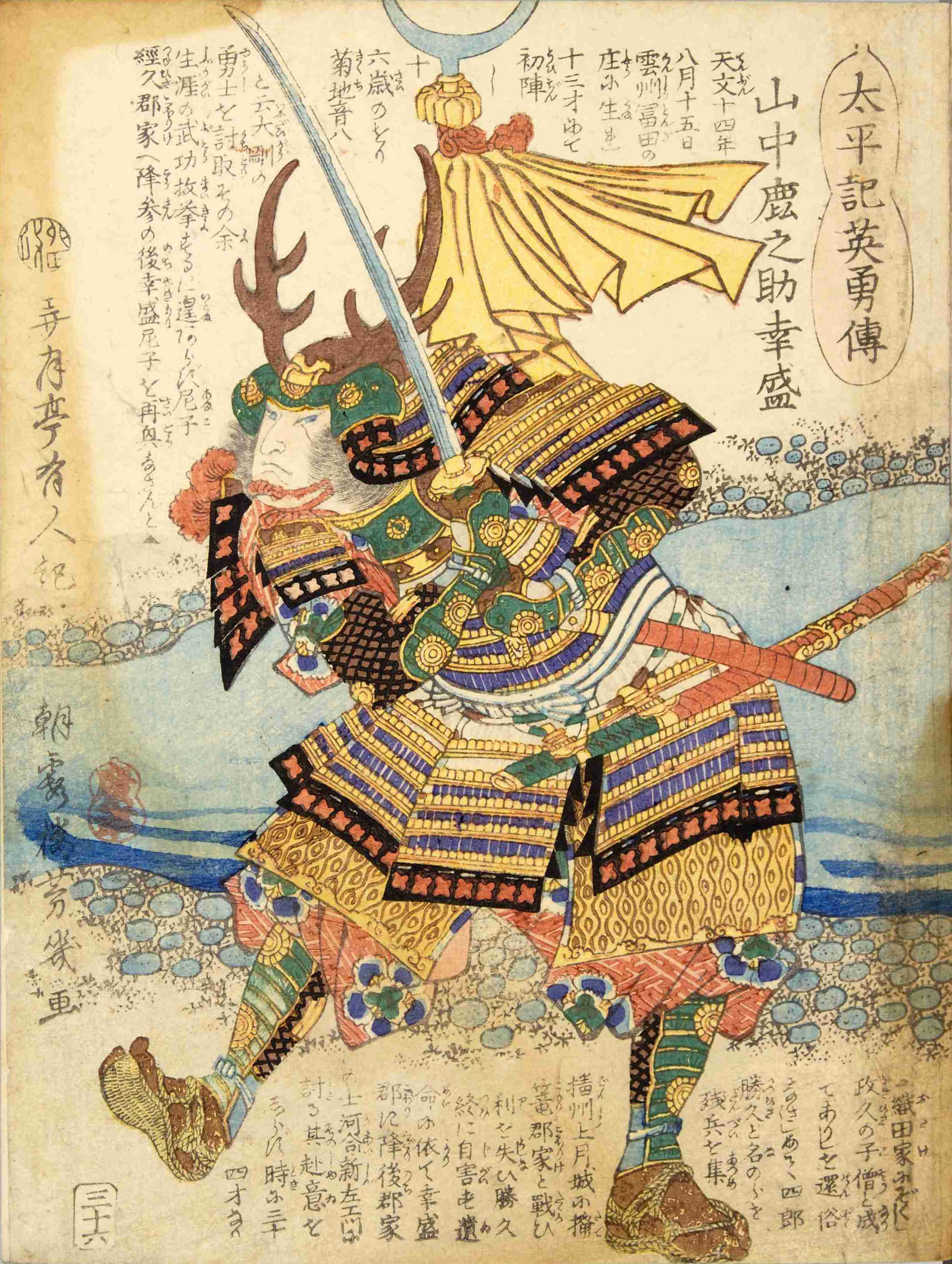
山中幸盛。出雲尼子氏の家臣。尼子氏滅亡後、
主家再興を目指し奔走する。

尼子氏滅亡後、居城であった月山富田城、及び尼子氏の所領は毛利氏の支配下に置かれることとなった。義久とその兄弟3人は、一部の従者と共に円明寺へ連行され幽閉の身となり、その他の尼子家臣らは出雲から追放され牢人となった。
滅亡した尼子氏であったが、尼子諸牢人の中には一族の再興を目指す者がいた。その中心となった人物が山中幸盛である。
永禄11年（1568年）、幸盛は各地を放浪した後、当時、同じく尼子の遺臣で松永久秀の配下となっていた横道秀綱の便りを受けて京へ上ると、京の東福寺で僧となっていた尼子勝久を還俗させ、尼子再興軍の大将として擁立する。
この新たに大将として擁立された勝久は、尼子新宮党の一族・尼子誠久の5男の生まれで、同じ尼子氏一族の者であった。しかしながら去る天文23年11月1日（1554年11月25日）、当時の尼子家当主・尼子晴久によって新宮党一族の粛清が行われ、一族の者は殺されるか、あるいは尼子氏の領国外へ逃亡することとなった（新宮党の粛清事件）。当時、幼子であった勝久はこの粛清から逃れるため、乳母人に抱えられ富田（島根県安来市広瀬町）から備後の徳分寺へ落ち延び、成長後にこの東福寺で僧となっていた経緯があった。
尼子氏の血を引く一族を見つけ出した幸盛らは、各地の尼子遺臣らを集結させると、京に潜伏して密かに尼子家再興の機会をうかがうこととなる。

### 毛利氏の九州出兵

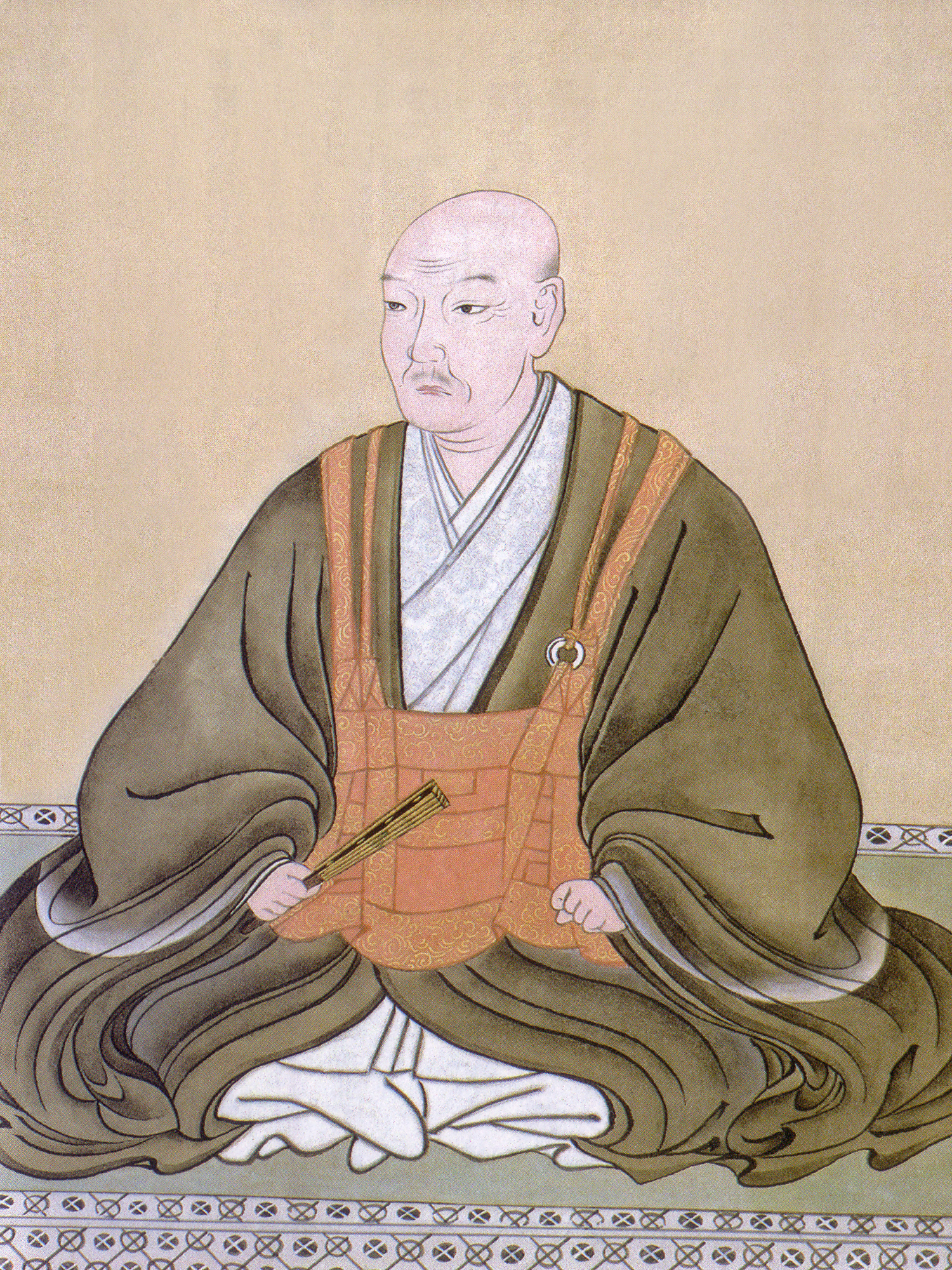
大友宗麟。豊後国臼杵城を本拠とする戦国大名。最盛期には北九州6カ国を支配した。

大内氏・尼子氏を滅ぼし、中国地方をほぼ手中に収めた毛利氏が次なる目標に定めたのは、北九州を治める大友氏の討伐であった。
毛利氏と大友氏は、以前より豊前国の門司城を巡って、たびたび争いを繰り返してきた経緯があった（門司城の戦い）。しかし、尼子氏が滅亡する前の永禄7年7月（1564年8月）、当時の将軍・足利義輝の斡旋により「豊芸講和」と呼ばれる和平協定が締結され、毛利氏と大友氏との争いは休戦状態となっていた。
この和睦は、尼子氏討伐に集中したい毛利氏にとっても、豊前の毛利方の国人等に度々反乱を起され、その支配体制が不安定となっていた大友氏にとっても都合の良いものであった。これにより、毛利氏と大友氏との争いは収束するかのように見えた。しかしながら、永禄8年6月（1565年7月）、大友氏が豊前の毛利方の国人・長野筑後守の拠る長野城を攻撃したことで、再び両氏の間に緊張が高まる。長野氏は同年8月に大友氏に降伏し、朝廷が仲介した講和もわずか1年足らずで形骸化していくのである。
さらに永禄10年6月（1567年7月）、大友氏は毛利方の国人・高橋鑑種を討伐するため軍を起す。筑前国の岩屋・宝満城の城督である鑑種は、大友氏の一門・一万田氏の出身で名族・大蔵流原田一門の高橋氏の名跡を継いだ者であったが、去る永禄5年（1562年）、大友氏を裏切り毛利氏に味方した経緯があった。
同月10日（8月14日）、大友軍が宝満城に着陣したところ、かつて毛利氏に味方していた豊筑（豊前国・筑前国）の国人衆、秋月氏や宗像氏らが鑑種に呼応して再び大友氏に背いた（休松の戦い）。さらに永禄11年2月（1568年3月）には、立花城の守将・立花鑑載が鑑種の誘いを受けて毛利氏に味方する事件も発生する。大友氏は鑑載討伐のため軍を派遣し、同年7月4日（7月28日）に立花城を攻略する。同城は大友氏の所領するところとなり、鑑載は逃亡中に討ち取られることとなった。こうして毛利氏と大友氏は、豊筑の国人衆と大友氏との争いを契機として、再び全面戦争へと突入していくのである。
永禄11年6月（1568年7月）、元就は九州の反大友勢力を支援するため、伊予国に出兵していた吉川元春・小早川隆景の両軍を本国である安芸国に帰還させると（毛利氏の伊予出兵）、同年8月には両将を北九州に派遣し、大友氏との争いを本格化させていく。
九州に着陣した吉川・小早川の両軍は、大友方の諸城を次々と攻略して陣を進め、永禄12年3月中旬（1569年4月ごろ）には立花城へ向け出陣する。この立花城は標高367mの立花山に築かれた城で、海路交通の要衝でもあり、また海外貿易の要となる博多港を支配する上でも重要な拠点であった。同年4月（1569年5月）には、元就も病身を押して居城である吉田郡山城を発ち、長門国へ向けて出陣する。元就は同年5月に長府に入ると、ここに本陣を構えて大友氏討伐の拠点とした。このとき、元就の出陣にあわせ山陰地方の多くの国人達にも九州への出兵が命じられており、山陰地方の毛利領の警備は手薄となっていった。
同年4月16日（4月30日）、元就は、吉川・小早川の両軍を立花城の麓に着陣させると、立花城への攻撃を開始する。これに対し大友氏は、戸次鑑連、吉弘鑑理、臼杵鑑速の三老を救援部隊として派遣し、立花城下で毛利軍と激しい戦いを繰り広げていった。結局、閏5月3日（6月17日）に立花山城の兵糧が尽きかけていたのため、城にいる大友方の守将達は大友宗麟の同意を得て開城、毛利軍が佔領した。
これにより、立花城を巡る大友・毛利両軍の戦線は膠着することになった。毛利方の予想に反し、大友軍はその後も一向に撤退しなかった。結果、毛利軍の主力は立花城に釘付けとなり、戦いは長期化の様相を呈するのである（多々良浜の戦い）。

## 戦いの経過

### 尼子再興軍の挙兵

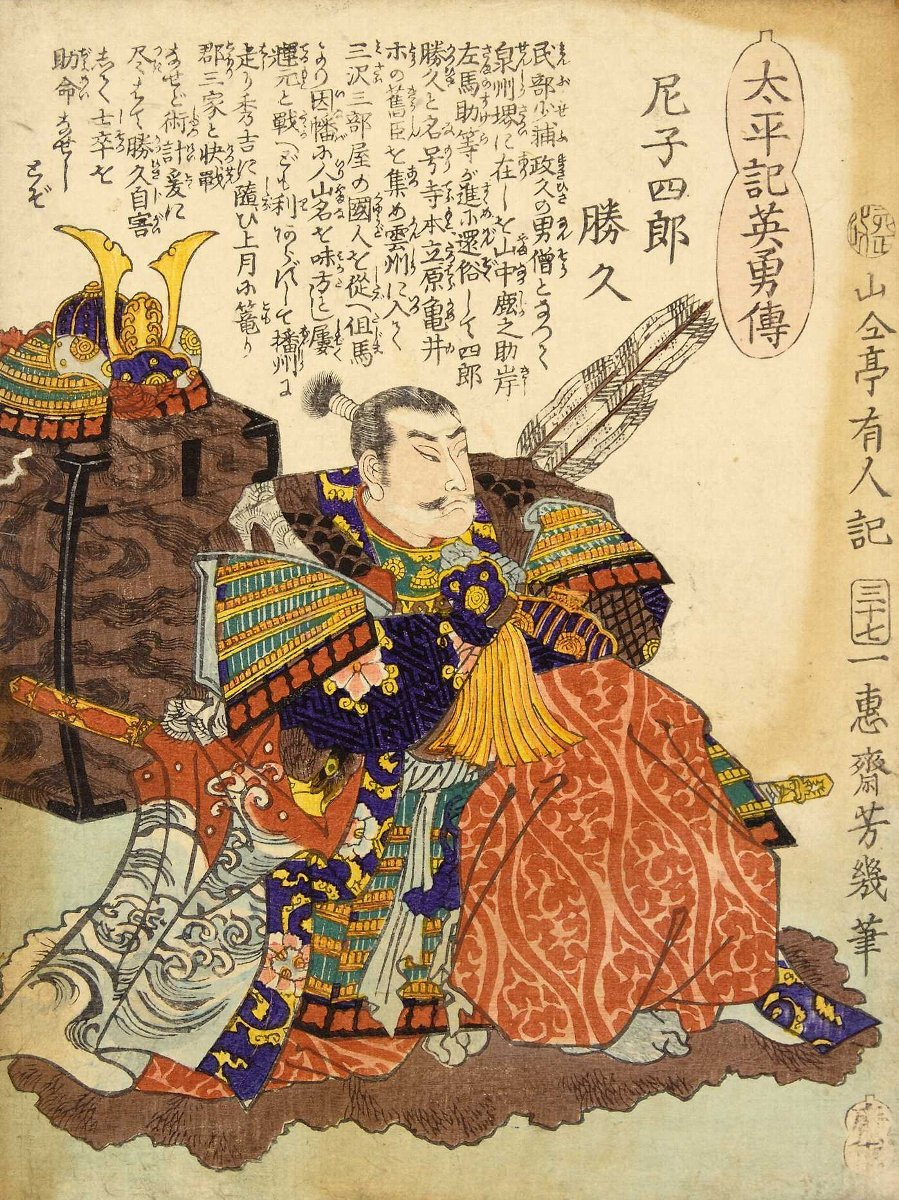
尼子勝久。尼子氏一族・尼子誠久の5男。東福寺で僧となっていたが、山中幸盛らに擁され還俗し尼子再興軍の大将となる。

この毛利・大友軍の戦いの様子は、雑説となって出雲にも伝わっていた。この情勢を尼子家再興の好機ととらえる者がいた。出雲の神魂神社の社家一族・秋上三郎右衛門尉（秋上幸益）である。
秋上氏は、出雲大社の出雲国造一族・北島氏方の神官として、神魂神社を北島氏に代わって務める神主（権神主）の一族にすぎなかったが、永正年間（1504年〜1521年）の中頃から尼子氏と結びつくことによって神魂神社の正神主の地位を獲得し、出雲大社の支社にすぎなかった神魂神社の自立化と権力の掌握を図ってきた経緯があった。また、永正14年（1517年）には一族の者が尼子家家臣に組み込まれるなど、秋上氏と尼子氏は緊密な関係にあった。
幸益は、山陰地方の毛利領の警備は手薄となっていること、また、毛利・大友軍の戦いは長期化の様相を呈し、すぐさま毛利軍の主力は山陰地方へ引き返せないことを予測し、密かに京に上る。そして、潜伏する尼子勝久・山中幸盛と申し合わせ、出雲侵攻への好機であることを伝える。はたして永禄12年6月（1569年7月）、勝久率いる尼子再興軍は出雲に向けて兵を挙げる。当初、勝久に付き従う将兵は数百名程度であったという（主要な武将は#当初より参戦した武将を参照）。
このとき、尼子再興軍を支援したのは山名祐豊であった。山名氏の当主として長年にわたって尼子氏と敵対してきた祐豊であったが、領国であった備後・伯耆・因幡を毛利氏によって制圧されてきており、勢力回復を図るにあたって手を結んだと考えられる。
勝久ら尼子再興軍は、祐豊の重臣・垣屋播磨守（垣屋光成 ）を頼り京から祐豊の領国・但馬国へ向うと、丹州の海賊・奈佐日本之介の力を借りて数百艘の舟に乗り、隠岐国へ渡る。隠岐へ渡った勝久一行らは領主・隠岐為清に歓迎され、為清は、わざわざ原田の勝山に城を築いて勝久を迎え入れたという。
これら一連の尼子再興軍の動きは、遠く離れた長門国や豊後国へも噂となって流れていった。
永禄12年5月（1569年5月）、どこまで情報を得ていたか定かでないが、豊後の大友宗麟は、北九州へ毛利方の武将として従軍していた旧尼子家臣・米原綱寛に対し「この機会に勝久御一家再興に協力し、本意を遂げられることが肝要に候」として、尼子家再興軍へ味方するよう勧めている。
また、長府に在陣する毛利元就の下へも「尼子牢人共、但州（但馬国）に差集まり、一揆の企ての由」という雑説となって知らされていた。しかしながら幸益ら尼子再興軍が予期したとおり、元就も即座に山陰地方の防備を強化するだけの戦力的余裕はなかった。元就は、山陰地方の城番等にこれらの一揆に注意するよう書状で伝えるだけに留め、引き続き長府に在陣し大友氏の討伐に力を注ぐこととなる。

### 尼子再興軍の雲州上陸、真山城の戦い

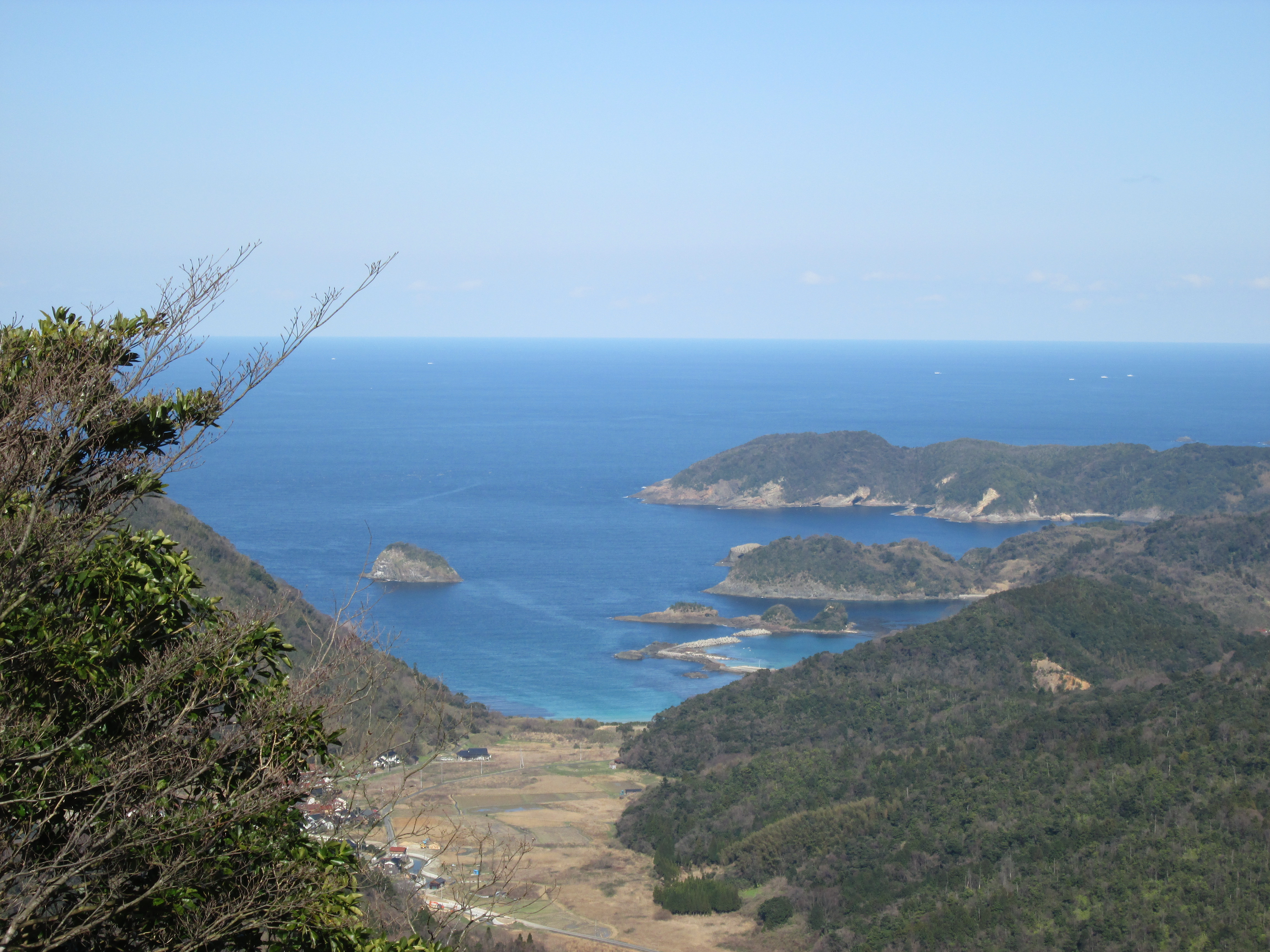
忠山の山頂から望む島根半島の千酌湾。千酌湾は、古代より本土から隠岐国へ渡る港であった。

永禄12年6月23日（1569年8月6日）、尼子再興軍は、隠岐国から軽舟に乗って海を渡り島根半島の千酌（ちくみ）湾（島根県松江市美保関町）に上陸すると、近くにあった忠山（ちゅうやま）の砦を占拠する。勝久らがここで尼子家再興の檄を飛ばすと、国内に潜伏していた旧臣らが続々と集結し、5日の内に3,000余りの軍勢になったという（主要な武将は#出雲で参戦した武将を参照）。
出雲に上陸し、多勢となった尼子再興軍がまず始めに目標に定めたのは、島根半島の重要拠点・真山城の攻略であった。真山城は、島根半島の北山山脈に位置する標高256mの真山に築かれた城であり、かつて毛利氏が尼子氏の重要拠点である白鹿城を攻める際（白鹿城の戦い）、吉川元春が陣を敷いた拠点でもあった。尼子氏滅亡後、毛利氏は白鹿城を廃城して、この真山城を白鹿城に替わる新たな島根半島の拠点として整備していたため、日本海側からの補給要衝として、また、月山富田城の補給経路を絶つ上でも重要な拠点であった。
同月下旬、勝久率いる尼子再興軍は、真山城を攻撃するため進軍する。このとき、真山城を守っていたのは多賀元龍であった。戦いは、尼子再興軍が真山城へ攻め込むと、元龍は一戦にして敗れ、城を捨てて退却する。尼子再興軍は1日にして真山城の奪取に成功するのである。

## 戦後の影響
戦いに勝利した尼子再興軍は、宍道湖北岸に位置する末次（島根県松江市末次町。現在の松江城の建設地。）に城を築き（末次城）、この城を拠点とした。この末次の地は、かつて毛利氏が尼子氏を滅ぼすために本陣とした荒隈城から西方に1kmばかり行った所に位置し、尼子氏の居城・月山富田城を攻める際にはこの地を抑えることが重要であった。尼子氏滅亡後、荒隈城は廃城となっていたため、荒隈城に代わる新たな拠点として尼子再興軍が整備した城と考えられる。
末次城に本陣を移した尼子再興軍は、 かつての尼子氏の居城・月山富田城を攻略するため準備を進める。宇波（島根県安来市広瀬町宇波）、山佐（同町山佐）、布部（同町布部）、丸瀬など月山富田城の周囲に10箇所あまりの向城を築くとともに、1ヶ月の間に毛利氏方の城を8箇所攻略し、山陰地方の各地で合戦を繰り広げつつ勢力を拡大させていった。
そして7月中旬（9月上旬）、ついに尼子再興軍は月山富田城攻めを開始する（尼子再興軍による月山富田城の戦い）。
一方、毛利氏は大友氏との争いの末に立花城を奪取するも、引き続き大友軍が立花城に留まり続けたため、軍を動かすことができないでいた。毛利氏の立場が厳しくなってくるのはこの頃からである。
閏5月下旬（7月中旬）、北九州において反大友勢力の一翼を担っていた秋月種実が、長い籠城の果てについに大友氏に降伏した。7月下旬（9月中旬）頃には出雲において「在々所々の者共、残す所無く彼牢人（尼子再興軍）に同意候」と月山富田城の城主・天野隆重が書状で伝える様に、出雲国一円を尼子再興軍が支配する状態となった。さらに10月11日（11月19日）には、大友氏の支援を受けた大内輝弘が海を渡り 、その翌日には周防山口の大内屋敷跡を襲撃してその地を一時占拠する事態も発生した（大内輝弘の乱）。毛利氏の領国支配体制は一転、最大の危機を迎えるのである。
ここに至って毛利氏の当主・毛利元就は、北九州に在陣する毛利軍の撤退を決定する。10月15日（11月23日）、立花城に在陣する毛利軍は、乃美宗勝、桂元重、坂元祐等わずかな兵を残して撤退を開始し、その他の北九州に在陣する毛利軍も随時撤退していった。11月21日（12月28日）には城に残っていた宗勝らも退却し、 毛利軍は門司城を残して北九州から全て撤退する。
これにより、毛利氏の後ろ盾を失った北九州地方の毛利方の国人等は、相次いで大友氏への降伏を余儀なくされる。今回の戦いの引き金となった高橋鑑種も所領を召し上げられて豊前小倉（小倉城）へ移されることとなり、鑑種の所領であった宝満・岩屋両城は、高橋氏の名跡を継いだ吉弘鑑理の子・鎮種（高橋紹運）が治めることとなった。多大な犠牲を払ってまで出兵した毛利氏の北九州への侵攻は、完全に失敗に終わるのである。
他方、大友氏にとっては、この戦いによって領国内の反乱勢力が一掃され支配体制の強化が図られた。これにより、大友氏は一族の最盛期を迎えることになる。

## 尼子再興軍の参戦武将

### 当初より参戦した武将
- 尼子勝久（大将）

- 山中幸盛
- 立原久綱
- 馬来久綱
- 真木与市

- 吉田八郎左衛門
- 吉田三郎左衛門
- 横道秀綱
- 横道権之丞

- 牛尾弾正忠
- 牛尾大炊介
- 三刀屋家忠
- 遠藤甚九郎
- 古志重信

※下記の武将は『陰徳太平記』のみ記載あり。
- 河副久盛
- 川添三郎左衛門
- 川添次郎左衛門
- 目黒重清
- 米原助十郎

- 月坂助太郎
- 力石九郎兵衛
- 平野加兵衛
- 平野源助
- 卯山弥次郎

- 三吉五郎左衛門
- 三吉甚次郎
- 小林甚助
- 青砥助次郎
- 日野又五郎

- 大塚弥三郎
- 大野平兵衛
- 日野助五郎
- 福山内蔵允
- 中井与次郎

- 片桐治部丞
- 江美源内左衛門

### 出雲で参戦した武将
- 秋上幸益
- 秋上宗信
- 森脇久仍
- 横道源助
- 疋田右近
- 疋田右衛門尉

- 原田孫六
- 松田誠保
- 熊野兵庫介
- 熊野次郎
- 馬田兵庫介
- 馬田長左衛門

- 桜井与八
- 朝山六郎
- 田原右衛門
- 大山の教悟院
- 中井平蔵
- 中井助右衛門

- 加藤彦四郎
- 寺本市之丞
- 進左吉兵衛
- 高尾右馬允
- 高尾宗兵衛
- 目加田采女佐

- 目加田団右衛門
- 福山次郎左衛門
- 福山弥次郎
- 長森吉内
- 日野一族
- 熊谷新右衛門

- 池田与三郎
- 相良助太郎
- 比田十郎
- 徳吉孫九郎